# Terra di nessuno (film 1939)
Terra di nessuno è un film del 1939 diretto da Mario Baffico.
Il soggetto di Stefano Landi è a sua volta basato su due novelle di Luigi Pirandello. Ebbe difficoltà con la censura per alcuni aspetti sociali sgraditi al regime fascista. Nel dopoguerra è stato a lungo considerato perduto, sino a quando ne fu ritrovata una copia quasi completa negli Stati Uniti.

## Trama
Due lontane città sono collegate da una sola mulattiera, percorsa nei due sensi da carovane; a metà strada un'unica sorgente. Qui arrivano Pietro e Rinaldo, due emigranti che stanno tornando a casa, e decidono di stabilirsi in quel luogo, creando un punto di ristoro e sosta per i viandanti. I loro primi ospiti sono Romualdo e sua figlia Grazia. Tra Pietro e Grazia nasce l'amore. Inizialmente Romualdo non vuole che sua figlia sposi quel giovane, salvo poi ricredersi quanto vede che l'iniziativa di Pietro è diventata redditizia al punto da indurre altri a fermarsi in quel luogo, che in breve diventa un borgo abitato.
Passano quindici anni: Pietro e Grazia hanno avuto una figlia, Elisabetta (Bettina). Le notizie sulla continua crescita del nuovo insediamento sono intanto giunte ai proprietari di quelle terre, i latifondisti Securo, che sino ad allora le avevano abbandonate nel disinteresse, mentre ora decidono di recarvisi. Qui affermano i loro diritti imponendo con i campieri che tutti gli abitanti di quel luogo paghino loro un tributo, seppur modesto. Intanto Rocco, il figlio dei Securo, si innamora di Bettina e la sposa, portandola a vivere nella villa della famiglia.
Quando muore Grazia, i Securo si oppongono alla sua sepoltura nelle loro terre, perché sono disponibili a tollerare nel loro latifondo la presenza dei vivi, ma non quella dei defunti per il legame irreversibile che ciò creerebbe. Questo rifiuto scatena una sommossa durante la quale Bettina, che ha tentato invano di evitare lo scontro, viene uccisa. Rocco raccoglie la sua ultima volontà di essere sepolta accanto alla madre ed adesso che lei è una Securo, nessuno potrà più opporvisi. Pietro, ormai solo, riparte verso altre mete.

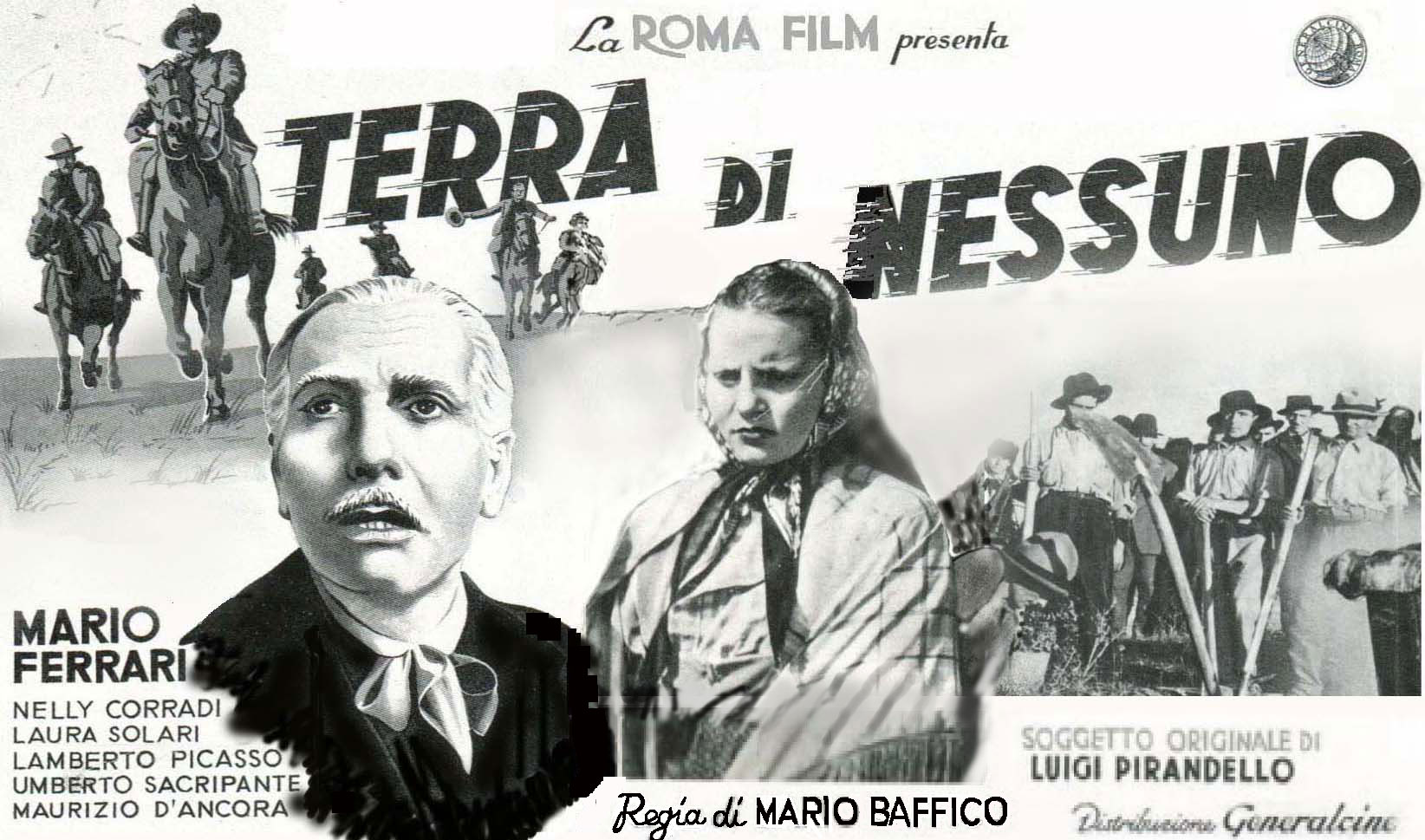
La promozione del film apparsa sui periodici del tempo

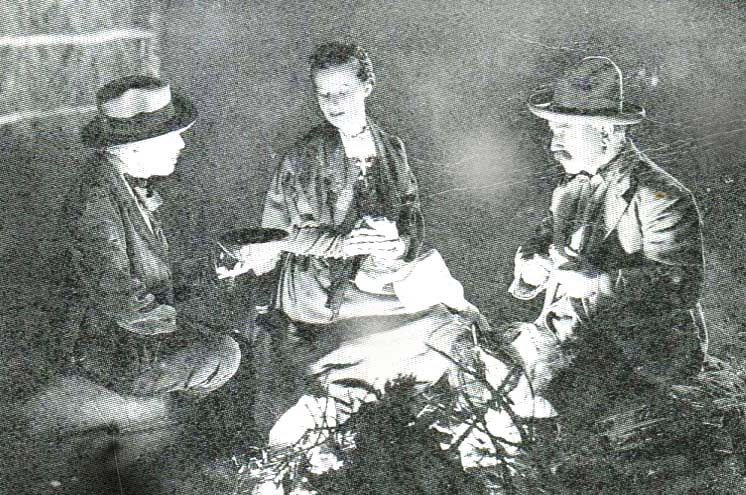
Il primo bivacco da cui nasce il nuovo insediamento sulle terre del latifondo

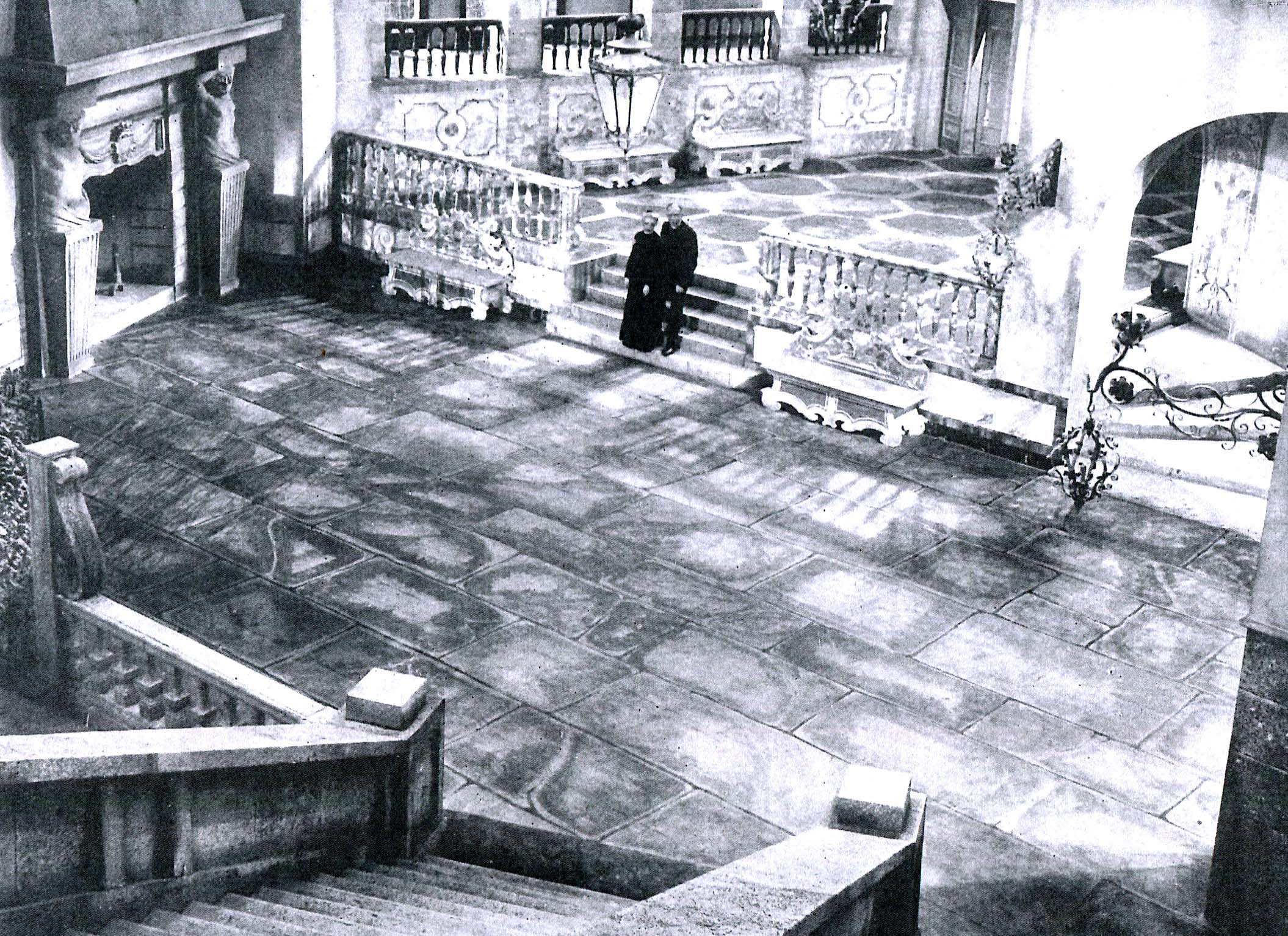
Le dimensioni della villa padronale esprimono il potere dei latifondisti

## Produzione

### Soggetto e sceneggiatura
Terra di nessuno nasce da due novelle di Luigi Pirandello intitolate Requiem aeterna dona eis Domine, scritta e pubblicata nel 1913 e Romolo, scritta nel 1915 e pubblicata nel 1917; la prima incentrata sulla lotta di un paese per il "diritto di umanità" (cioè la possibilità di seppellire i propri defunti nella terra in cui si vive e lavora), la seconda sulla figura di un uomo che aveva fondato un centro abitato. Fu lo stesso Pirandello ad indicare la possibilità di unirle per trarne un soggetto cinematografico, e di questo incaricò il figlio Stefano, suo stretto collaboratore, che nel 1936 lo elaborò con il titolo Dove Romolo edificò, un testo che oggi non è reperibile..
Sulla base di quel testo, Corrado Alvaro e lo stesso Stefano Pirandello, che qui adotta la pseudonimo di Stefano Landi, predisposero la sceneggiatura del film (che fu ridefinita Dove l'uomo edificò), apportando diverse modifiche rispetto ai testi ispiratori, tra cui l'inserimento della sommossa popolare contro i latifondisti, assente nelle novelle. Lo scrittore siciliano mosse delle obiezioni ai nuovi contenuti, ma esse furono respinte in quanto non coerenti con le esigenze cinematografiche. Alla fine, comunque, egli accettò gli elementi nuovi introdotti dagli sceneggiatori, compreso il personaggio di Bettina, non compreso nei testi originali, e sottoscrisse il testo dell'adattamento, che poi fu ulteriormente rielaborato dal regista Baffico, con la collaborazione, non accreditata, di Novarese, dopo che era sfumata l'ipotesi in precedenza avanzata di affidare la regia a Blasetti.

### Rapporti con la censura
Il soggetto del film fu acquistato dalla "Roma film", società fondata dall'alto esponente fascista Francesco Giunta e che aveva iniziato la propria attività produttiva nello stesso anno 1936 realizzando la pellicola di forte impronta propagandistica Lo squadrone bianco. L'improvvisa morte di Pirandello (10 dicembre 1936) non interruppe l'iniziativa, che invece incontrò notevoli ostacoli da parte della censura, dato che venivano presentate tematiche, quali lo scontro tra contadini e proprietari ed un'ansia di giustizia sociale, sgradite al regime. «Il film - è stato scritto - si innestava sul tema scottante delle terre incolte; la politica agraria del fascismo aveva propugnato la distribuzione dei latifondi ai contadini, ma poi aveva dovuto cedere alle pressioni dei grandi proprietari terrieri». 
Uscito nel 1939, Terra di nessuno non fu ritrovato alla fine della guerra e venne quindi annoverato tra i numerosi film andati perduti nella drammatica confusione delle vicende belliche. Poi alla fine degli anni sessanta emerse che una copia del film di Baffico era conservata presso la Library of Congress di Washington. Contrariamente a quando si poteva supporre, la pellicola si trovava là non per essere stata requisita dalle truppe americane che avevano combattuto in Italia, bensì come "preda bellica" confiscata nei magazzini di una società di distribuzione statunitense quando l'Italia, nel dicembre 1941, aveva dichiarato guerra agli Stati Uniti, il che aveva dato luogo al sequestro di tutti i "beni italiani" presenti sul territorio USA.
Nonostante il tempo trascorso dalla fine della guerra, non fu facile superare gli ostacoli burocratici per rientrare in possesso della pellicola. Così fu solo nel 1981 che la Cineteca Nazionale poté disporre di una copia di questo film, assieme ad alcuni altri che avevano subito quarant'anni prima la stessa sorte. La copia così recuperata, anche se mancante di 2 degli 8 rulli di cui si componeva in origine, è stata sottoposta a restauro e presentata nel 1986 in occasione dell'"Agri Film festival"  svoltosi a Orbetello.
Ciò comportò il rinvio della lavorazione, inizialmente prevista nella primavera del 1937, che dovette anche essere interrotta per difficoltà economiche quando, a causa del clima di ostilità verso il film, vennero meno i finanziamenti erogati dalla BNL, ma garantiti dal governo; anche un intervento di Giunta per ottenere la pubblicazione di articoli favorevoli non ebbe seguito. Solo un incontro dello stesso Giunta con Mussolini, unitamente alla mitigazione di alcune scene e qualche taglio, sbloccarono la questione e consentirono l'uscita del film in coincidenza con il Natale di Roma. Secondo alcuni commentatori, l'accelerazione impressa all'uscita del film era dovuta alla volontà del regime di valorizzare a propri fini la grande notorietà acquisita da Pirandello dopo l'assegnazione (1934) del Nobel.
Le tensioni createsi attorno alle pellicola portarono anche uno degli sceneggiatori, Corrado Alvaro, a negarne il valore sociale: «Il film - scrisse infatti - non ha nessun sfondo politico, non ha nulla da dimostrare perché il problema oggi non esiste (in quanto) prospetta una condizione dell'Italia meridionale prima dell'Unità che si trascinò sino alle leggi del regime sulla bonifica integrale». Secondo Leonardo Sciascia, leggendo i diari di Alvaro, si capisce che in seguito «egli non si perdonò questa debolezza».

### Realizzazione
A causa delle varie difficoltà la lavorazione del film andò avanti con fasi alterne. Era iniziata nel settembre 1938 con varie scene girate presso Todi e a Gubbio, e solo a dicembre poté proseguire portando a compimento gli esterni . Tra il gennaio ed il marzo 1939 furono realizzati gli interni nel teatro 4 di Cinecittà e finalmente la pellicola arrivò a conclusione quando nell'aprile 1939, dopo tre anni di iter tormentato e quasi otto mesi di riprese, ricevette il sospirato visto della censura .

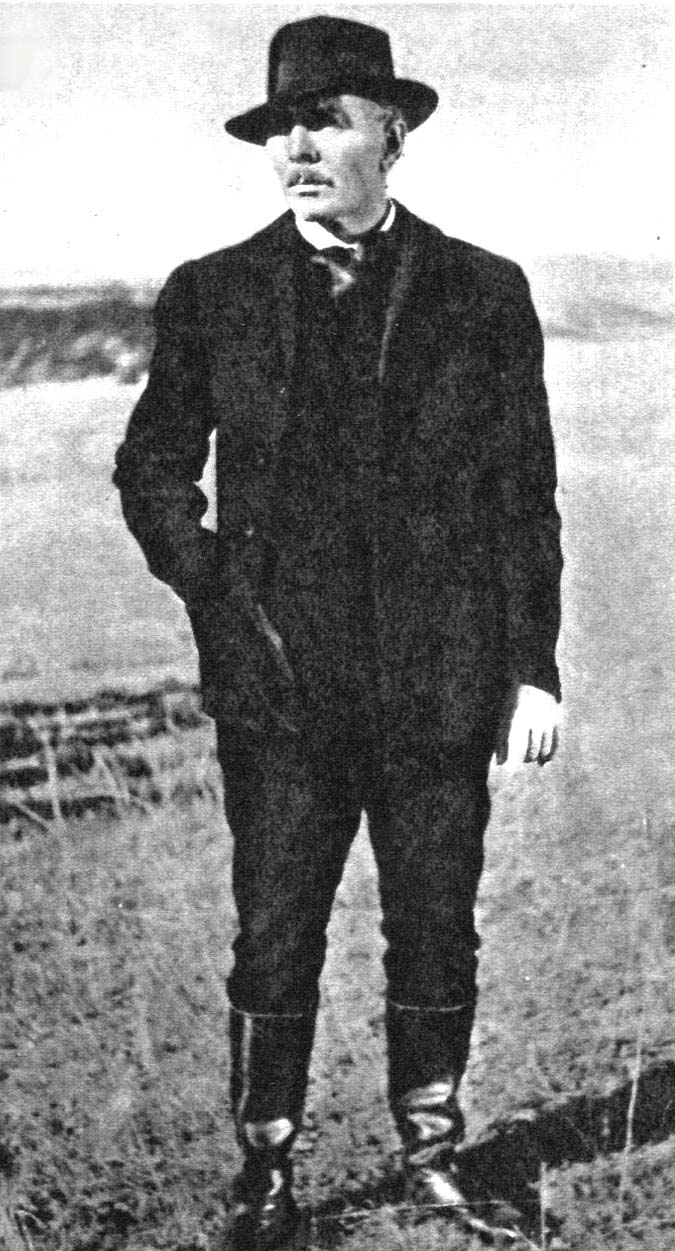
Mario Ferrari è il principale interprete di Terra di nessuno

## Accoglienza
Superate le traversie produttive e le difficoltà censorie, Terra di nessuno fu presentato in "prima" il 18 aprile 1939 a Roma ("Supercinema") e Milano ("Odeon"). Come per tutta la produzione cinematografica italiana degli anni trenta non si dispone di dati relativi al risultato commerciale del film, anche se alcune testimonianze lo accreditano di scarso successo economico.

### Critica

#### Commenti contemporanei
Quanto alla critica, in genere il film venne accolto positivamente dalla maggioranza dei commentatori del tempo, anche da quelli più vicini al regime, che lo considerarono «una rivincita di Baffico, che ha un temperamento orientato verso il dramma, dopo l'infelice esperienza de La danza delle lancette» oppure «un film sociale nel senso più nobile e meno dottorale della parola». Vi fu addirittura chi lo esaltò quale «magistrale rappresentazione della nostra idea fascista del riscatto delle terre feconde d'Italia».
Tuttavia, anche commentatori meno schierati apprezzarono il film, come Cinema, che lo definì «singolare e coraggioso, dato che molti erano i pericoli che si ponevano davanti all'opera di sceneggiatura e regia, primi tra tutti quelli del folclore e dell'enfasi; tutto ciò non solamente è stato evitato, ma anzi trasformato in materia cinematografica». Apprezzamento anche sul Corriere della sera («vasto film realizzato con impegno di mezzi, intelligente scelta di esterni e di masse e ricco di materia interessante e viva») e su La Stampa che scrisse di «tema altissimo di una nobiltà evidente (con) inquadrature sovente bellissime», mentre secondo Bianco e nero, pur rilevandone diversi elementi di debolezza, «Terra di nessuno è un film intelligente e coraggioso (che) dimostra che si può uscire dalle vicende banali ed anonime». Anche il severo Adolfo Franci descrisse il film come « nobile tentativo di un giovane regista che cerca di dire una parola sua portando nel nostro cinematografo una serietà piuttosto inconsueta».
Unica eccezione rispetto al panorama di giudizi positivi fu quello espresso dal periodico Film: «Ispirato da un racconto omonimo, è dunque un film perfetto ahimè no! Forse perché non è raccontato con sufficiente cordialità, perché lascia troppe zone in ombra, e poi il contrasto tra i due mondi prende corpo soltanto in una scena. Temiamo che all'origine di certi difetti ci siano le troppe manipolazioni subite dal soggetto da parte di troppe persone. Quando ci sono troppi galli a cantare non si fa mai giorno».

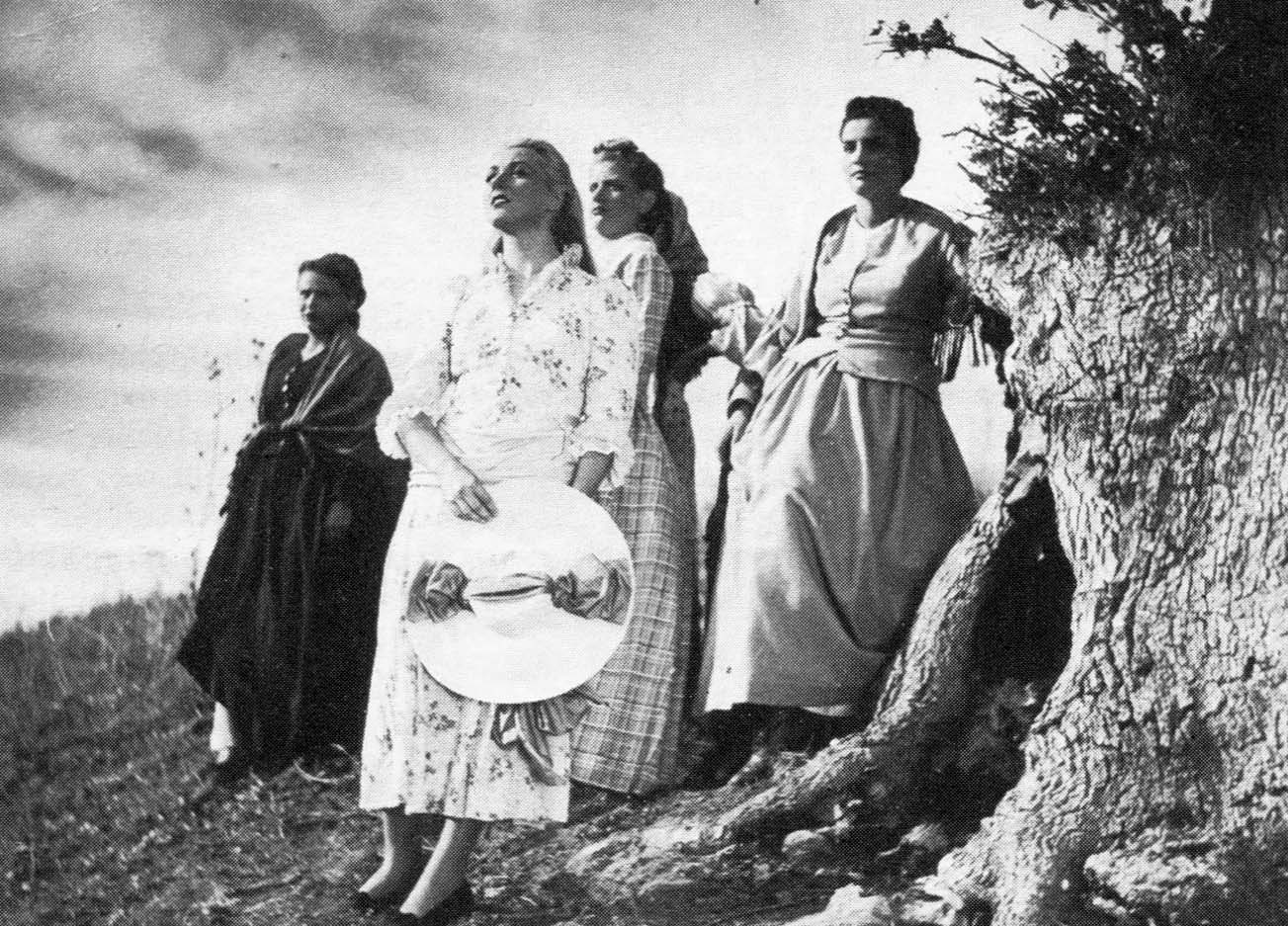
Le donne dei coloni. In primo piano l'attrice e cantante lirica Nelly Corradi

#### Commenti successivi
Il ritrovamento della pellicola (v. riquadro) e l'intensificarsi degli studi sui rapporti tra Pirandello ed il cinema hanno dato luogo a numerosi giudizi retrospettivi sul film, che, in qualche caso, ne hanno evocato una qualche analogia con il "western" (la lotta dei coloni contro i grandi allevatori, la figura di un "cavaliere solitario", i grandi spazi esterni). In generale a Terra di nessuno viene riconosciuto il coraggio di aver esposto tematiche sociali, elemento poco presente nel cinema italiano di quel periodo; per cui il film «nonostante le cautele adottate, apparve per l'epoca singolare, coraggioso ed anticonformista, data la fuga dalla realtà che contraddistingueva il cinema degli anni trenta», oppure di essere «opera di notevole intensità, in cui non mancano momenti di inconsueto impatto visivo».
Per il regista Baffico questa viene considerata la prova migliore, di grande intensità drammatica, «forse ingiustamente trascurata nelle varie storie del cinema». Benché l'ambientazione siciliana non sia formalmente dichiarata nel film, essa traspare da vari elementi, in modo che «in Terra di nessuno può ritrovarsi tradotta, anche se sommessamente, la problematica sociale di una condizione dolorosa e drammatica di una Sicilia arretrata e rimasta ferma per secoli».